# 바누아투 바투
바투(ISO 4217: VUV, 이따금 Vt)는 바누아투의 통화이다. 바투는 보조단위가 없다.

## 역사
바투는 1982년 독립을 얻은 후 뉴헤브리디스 프랑을 대체하기 위해 도입되었다. 바투의 도입은 오스트레일리아 달러 사용의 끝을 의미하였다.

## 동전
1983년, 액면 1, 2, 5, 10, 20, 50 바투 동전이 도입되었고 1988년, 100 바투 동전이 도입되었다.
| 액면가   | 재료           | 지름  |
| -------- | -------------- | ----- |
| 1 바투   | 니켈-황동 합금 | 16 mm |
| 2 바투   | 니켈-황동 합금 | 19 mm |
| 5 바투   | 니켈-황동 합금 | 23 mm |
| 10 바투  | 백동           | 24 mm |
| 20 바투  | 백동           | 28 mm |
| 50 바투  | 백동           | 33 mm |
| 100 바투 | 니켈-황동 합금 | 23 mm |

## 지폐
1982년, 바누아투 중앙은행이 지폐 발행을 시작하였다. 처음에는 100, 500, 1000 바투가 발행되었으며 5000 바투 지폐는 1989년부터 발행되기 시작하였다. 1993년에는 바누아투 연방준비 은행(Reserve Bank of Vanuatu)이 지폐 발행권을 이관받아 500, 1000바투 디자인을 새로 바꾸었다. 200바투는 1995년에 추가되었다.

## 달러
정확한 환율 정보가 없는 탓에 대부분의 주민들은 1달러:100바투로 생각한다. 하지만 이는 정확치 않은 정보로서 바누아투 바투는 훨씬 가치가 낮다. 바누아투 정부 예산 6,000,000,000 VUV는 오직 50,000,000 미국 달러에 불과하다.
이러한 생각은 100바투 동전의 크기와 연관이 있다. 23mm인 5바투의 크기는 오스트레일리아 달러의 25mm, 뉴질랜드의 23mm와 유사한 크기이며 두께는 지금의 영국 파운드와 크기가 같다. 무역중개인들은 대개 국가에 상관 없이 바투와 타 화폐를 취급한다.